# 安东尼奥·博内特·科雷亚
安东尼奥·博内特·科雷亚（西班牙語：Antonio Bonet Correa，1925年10月20日—2020年5月22日），西班牙艺术史学家，皇家圣费尔南多美术学院原院长，马德里康普顿斯大学名誉教授。

## 生平
1925年生于拉科鲁尼亚。1948年毕业于圣地亚哥-德孔波斯特拉大学哲学与文学专业。曾在法国巴黎大学留学。1952年至1957年在巴黎大学任助教。1957年获马德里康普顿斯大学艺术史博士学位。1962年至1963年，在马德里高等建筑学院执教。1964年进入穆尔西亚大学工作，担任艺术史专业教授。1967年转任塞维利亚大学拉丁美洲艺术史专业教授。1973年成为马德里康普顿斯大学哲学与文学学院艺术史系教授。1981年至1983年担任该大学副校长。
1987年2月2日当选皇家圣费尔南多美术学院院士。2008年12月15日当选皇家圣费尔南多美术学院院长。2012年获颁教育和文化部美术功绩金质奖章。2016年，获普拉多博物馆之友基金会奖。2017年5月被授予塞维利亚大学荣誉博士学位。2020年5月22日在马德里去世。